# Salkhad
Salkhad, (arabe : صلخد, grec ancien : Σελχα), est une ville du sud de la Syrie, dans la province) de Soueïda.

## Histoire
La ville est mentionnée sous le nom de Salcah dans la Bible, et faisait partie du royaume biblique de Bachân. Au IIe siècle av. J.-C., c'est une cité nabatéenne.